# Estherwood (Louisiane)
Estherwood est un village de la paroisse de l'Acadie, dans l'État de Louisiane, aux États-Unis,. En 2020, il compte une population de 694 habitants.

## Démographie
Lors du recensement de 2010, le village comptait une population de 889 habitants, tandis qu'en 2020, elle s'élève à 694 habitants.